# Heinrich Harrer
Heinrich Harrer (Hüttenberg, 6 luglio 1912 – Friesach, 7 gennaio 2006) è stato un alpinista, esploratore, sciatore e scrittore austriaco.

## Biografia
Figlio di un postino, crebbe a Hüttenberg, in Carinzia, e si dedicò fin da giovane agli sport di montagna, in particolare allo sci e all'alpinismo. Ancora ragazzo, sopravvisse a una caduta di 50 metri durante un'arrampicata. Terminate le scuole superiori, frequentò i corsi di geografia all'Università di Graz. Le sue capacità come sciatore gli valsero la convocazione nella squadra nazionale austriaca di sci per le Olimpiadi invernali del 1936. Nel 1937, a Zell-am-See, vinse il titolo mondiale studentesco di discesa libera.

### La parete nord dell'Eiger
Nel 1938, subito dopo aver sostenuto gli esami di fine anno all'Università, si unì all'amico Fritz Kasparek, con il quale aveva deciso di affrontare la parete nord dell'Eiger. I due iniziarono la scalata il 21 luglio, con Kasparek in testa e Harrer a seguire, ma il giorno successivo furono raggiunti in parete da una cordata tedesca formata da Ludwig Vörg e Andreas Heckmair, che procedeva molto più velocemente grazie all'uso dei nuovi ramponi a dodici punte, che permettevano di salire sui tratti ghiacciati senza dovere gradinare. L'attrezzatura dei due austriaci era invece molto meno adatta: Kasparek aveva dei ramponi a dieci punte, senza le punte frontali, e Harrer non aveva ramponi, ma solo scarponi con suole chiodate.
Le due cordate unirono le forze, e proseguirono la salita; Heckmair guidava la cordata, mentre Harrer la chiudeva, salendo con i sacchi e recuperando il materiale. I quattro rimasero in parete per ulteriori due giorni, tormentati dal maltempo, e investiti periodicamente da valanghe; in una di queste, Kasparek si ferì a una mano. Poco sopra il cosiddetto Ragno bianco, una valanga investì Heckmair: Vörg riuscì a trattenerlo, ferendosi però una mano con i ramponi del compagno. La cordata raggiunse la cima il 24 luglio 1938, completando la prima salita della parete nord dell'Eiger.

### Harrer e il nazismo
L'impresa sull'Eiger fu sfruttata a scopo propagandistico dal regime nazista. Durante un raduno sportivo a Breslavia, nel 1938, Harrer e i suoi compagni furono fotografati insieme ad Adolf Hitler. In quell'occasione, Hitler li accolse con le parole «Ragazzi miei! Ragazzi miei! Che cosa avete fatto!». Secondo la stampa dell'epoca, Harrer avrebbe risposto: «Abbiamo scalato la parete nord dell'Eiger per raggiungere, oltre la cima, il nostro Führer!». Harrer però attribuì in seguito queste parole all'opera di un giornalista di regime, negando di averle mai pronunciate.
Ulteriori informazioni sui rapporti tra Harrer e il nazismo emersero nel 1997: risultò infatti che Harrer era membro delle SA dal 1933, quando l'associazione era ancora illegale in Austria, e un mese dopo l'Anschluss era diventato membro delle SS. Intervistato al proposito, Harrer si giustificò dicendo:
(Heinrich Harrer)
e ancora:
(Heinrich Harrer)
Inoltre, Harrer affermò di avere indossato la divisa delle SS solo una volta, in occasione del suo matrimonio con Charlotte Wegener (figlia dell'esploratore Alfred Wegener) nel 1938. Asserì inoltre di aver dichiarato di essere membro delle SA dal 1933 "per vantarsi".
Simon Wiesenthal comunque non ha mai ritenuto Harrer colpevole di crimini di guerra o contro l'umanità, anche perché passò la seconda guerra mondiale in parte da prigioniero, in parte da fuggiasco.

### Il Nanga Parbat e la prigionia
Nel 1939 Harrer fece parte di una spedizione tedesca in Kashmir, guidata da Peter Aufschnaiter. La spedizione aveva lo scopo di esplorare il territorio e pianificare una successiva spedizione al Nanga Parbat nel 1940. Pare che la presenza di Harrer fosse stata suggerita da Heinrich Himmler, a scopi propagandistici.
A causa delle mutate condizioni politiche (scoppio della Seconda guerra mondiale), però, i membri della spedizione furono arrestati a un centinaio di chilometri da Karachi (allora parte dell'India britannica) mentre tentavano di andare in Persia e internati prima ad Ahmednagar vicino a Bombay, dove pensarono di fuggire a Goa nell'India portoghese e in seguito furono spostati in un campo di prigionia a Dehradun, ai piedi dell'Himalaya con l'obiettivo di fuggire verso il fronte della Birmania o verso la Cina occupate dai giapponesi. Tentarono due volte di fuggire, ma in entrambe le occasioni furono catturati e rimandati al campo di prigionia.

### Sette anni in Tibet
Nel 1944 Heinrich Harrer e Peter Aufschnaiter riuscirono a fuggire dal campo di prigionia, e raggiunsero il Tibet, ai tempi una nazione indipendente e chiusa agli stranieri. Nei venti mesi successivi i due fuggiaschi attraversarono tutto il Tibet arrangiandosi come poterono, e il 15 gennaio del 1946 raggiunsero la capitale Lhasa; nonostante questa fosse considerata una città proibita per gli stranieri, gli abitanti mostrarono loro una buona accoglienza, e i due riuscirono nel volgere di un certo tempo a essere accettati. Per evitare ulteriori internamenti in campo di prigionia, Harrer rifiutò sempre di consegnarsi ai britannici per essere rimpatriato, e mantenne sempre relazioni piuttosto fredde con la delegazione britannica a Lhasa.
Nel 1948 fu assunto dal governo tibetano, con il compito di fotografo e traduttore di notizie dall'estero. Venne incaricato di filmare una gara di pattinaggio da mostrare all'allora adolescente Dalai Lama, che non poteva allontanarsi dal palazzo: fu in quell'occasione che conobbe per la prima volta il Dalai Lama. Successivamente Harrer divenne il tutore del Dalai Lama, al quale insegnò l'inglese, la geografia e alcuni rudimenti di scienza: Harrer rimase molto colpito dalla capacità di apprendimento del Dalai Lama.
L'invasione cinese del 1950 pose fine alla permanenza di Harrer in Tibet. Harrer lasciò il paese nel marzo del 1951; rientrato in patria, pubblicò le sue memorie su questo periodo in un libro, Sette anni nel Tibet, uscito nel 1953, ed al quale è ispirato il film di Jean-Jacques Annaud del 1997 Sette anni in Tibet.

### Dopo il Tibet
Nel 1953 divorziò dalla prima moglie, Charlotte Wegener, dalla quale aveva avuto un figlio, e sposò Margarethe Truxa. Negli anni successivi Harrer si dedicò a viaggi di esplorazione e avventura in Africa, Asia e Sudamerica. Tra i suoi compagni di avventure vi fu anche l'ex re dei Belgi Leopoldo III, col quale effettuò esplorazioni in Suriname e nel Borneo settentrionale. Compì ulteriori imprese alpinistiche, tra cui la prima ascensione di tre montagne in Alaska. Si dedicò inoltre con successo al golf, vincendo i campionati nazionali austriaci nel 1958 e nel 1970.
Proseguì inoltre l'attività letteraria cominciata con Sette anni nel Tibet. Nel 1958 uscì Il ragno bianco, resoconto dei diversi tentativi alla parete nord dell'Eiger (compreso il successo del 1938 cui partecipò) dal 1935 al 1958. In questo libro scrisse pesantissime insinuazioni sull'operato dell'alpinista italiano Claudio Corti, unico sopravvissuto nel 1957 di una cordata italo-tedesca composta da quattro uomini. Nel 1962 il ritrovamento dei corpi dei suoi compagni tedeschi sulla parete Ovest dell'Eiger smentì completamente le illazioni di Harrer, sollevando Corti da ogni responsabilità per la sorte dei due tedeschi, e, successivamente, in un'edizione riveduta del suo libro pubblicata per la prima volta nel 1964 Harrer rettificò in parte le sue precedenti dichiarazioni, ma continuando a sostenere la scarsa preparazione e l'inidoneità di Corti al tentativo del 1957.
Successivamente pubblicò altri libri, incentrati soprattutto sulle sue esperienze in Tibet. Nei suoi libri dimostra sempre una grande apertura verso tutti i popoli, asserendo che il concetto di primitivo deve essere evitato a ogni costo quando si parla di altre culture.
Nel 1958 anche il secondo matrimonio si concluse con una separazione. Nel 1962 Harrer si sposò per la terza volta, con Katharina Haarhaus, che lo avrebbe accompagnato fino alla morte.
Dopo il rientro dal Tibet, Harrer fu tra i primi difensori dell'indipendenza dello Stato himalayano, e mantenne queste sue posizioni per il resto della vita. Rimase sempre molto amico del Dalai Lama, che lo visitò nel 2002 in occasione del suo novantesimo compleanno. Tornò a visitare il Tibet nel 1982, dichiarandosi molto rattristato dalle distruzioni portate dai cinesi. Nel 1987 protestò vivamente quando l'allora cancelliere della Germania Ovest Helmut Kohl compì una visita ufficiale ai rappresentanti del governo cinese a Lhasa.
Heinrich Harrer morì il 7 gennaio 2006, all'età di 93 anni.

## Opere
- Ragno bianco (Die weiße Spinne), Garzanti, 1959. Ripubblicato come  Parete Nord, traduzione di Paola Mazzarelli, 1999, ISBN 88-04-45891-7.
- Sette anni nel Tibet (Sieben Jahre in Tibet),  Milano, Garzanti, 1953, SBN UBO0085927.
- Ritorno all'età della pietra, Garzanti 1963.
- Ritorno al Tibet (Wiedersehen mit Tibet),  Milano, Mondadori, 1998, ISBN 88-04-45047-9.
- La mia sfida al destino: dall'Eiger al Tibet, dall'Alaska al Ruwenzori, un'avventura lunga una vita (Mein Leben),  Milano, Mondadori, 2003, ISBN 88-04-51237-7.

## Film
Nel 1997 fu realizzato il film Sette anni in Tibet, tratto dal suo omonimo libro, con Brad Pitt.